# Tiemo Hauer
Pour les articles homonymes, voir Hauer.
Tiemo Hauer, né le 6 janvier 1990 à Stuttgart, est un auteur-compositeur-interprète allemand de musique pop.

## Biographie
À l'âge de cinq ans, Tiemo Hauer reçoit sa première guitare. Plus tard, il étudie le piano pendant un an. Son intérêt pour la musique s'éveille sérieusement lorsqu'il commence à jouer de la batterie à 13 ans. D'abord il devient batteur dans le groupe de Rock 'n' roll, 'Pants for Peter', puis dans un groupe punk. Tiemo Hauer écrit ses propres chansons avec des textes allemands et, pour cela, recommence  à jouer du piano.
Sa première montée sur scène en solo, il la fait lors d'une fête scolaire au lycée Wilhelms à Stuttgart, d'autres apparitions locales suivent. Hauer passe son baccalauréat et fait ensuite ses premiers enregistrements. Son premier single Ehrlich glücklich   sort à un faible tirage en décembre 2009 sous le label de Stuttgart, „Green Elephant Records“, qui appartient à l'époque encore à son manager et à l'associé de celui-ci.
En 2010, Timeo Hauer signe son premier contrat d'enregistrement avec le label berlinois, Universal Music. 
Lors de cette collaboration, il a du succès à la radio avec la chanson Nacht am Strand, qui réussit à intégrer le hit-parade des singles allemands. Après cette sortie, mais avant celle de son premier album, Hauer rompt son contrat parce qu'il se sent incompris et contraint dans sa créativité.
En 2011, Tiemo Hauer prend une participation de 50 % dans la société de disques, Green Elephant Records, qu'il dirige conjointement  avec son manager jusqu'à aujourd'hui.
La même année, sous ce label sort son premier album Losgelassen et il entame sa première tournée du même nom en Allemagne avec l'équipe de musiciens au complet. Ce faisant, il s'habitue et apprécie de plus en plus cette vie "Do-it-Yourself". Désormais il écrit non seulement ses chansons lui-même comme auparavant, mais il s'occupe aussi des aspects artistiques et des vidéos sous sa propre direction.
À partir de ce moment-là, Timeo Hauer utilise le label Green Elephant Records non seulement pour lui-même, mais il prend aussi sous contrat en 2011 le duo indie folk de Stuttgart, Kids of Adelaïde. Depuis, il travaille en parallèle à sa propre carrière à la construction de celle de nouveaux artistes.
En 2012, sort le deuxième album studio de Timeo Hauer, Für den Moment, qui entre à la 30e place dans les hits-parade allemands.
En 2013, sort le premier album live Zweihundertvierzigtausend. Derrière ce titre se cache à peu près le nombre de kilomètres que Timeo Hauer a parcourus durant sa carrière jusque-là. L'album live est enregistré exclusivement lors d'un concert au Zapata de Stuttgart et contient aussi bien des chansons de son premier que de son deuxième album.
En 2014, sort le troisième album studio de Timeo Hauer, Camille, qu'il produit lui-même et qu'il sort sous son propre label.
Pour le mixage final Timeo Hauer a choisi le producteur de Hambourg, Philipp Schwär. Le nouveau son et l'atmosphère du disque surprennent à la fois les médias, les fans et les critiques, . La vidéo du deuxième single, Herz / Kopf, s'inspire du film d'animation Idiots & Angels réalisé par l'Américain Bill Plympton.

## Discographie

### Albums
- 2011 : Losgelassen
- 2012 : Für den Moment
- 2014 : Camille
- 2016 : Vernunft, Vernunft
- 2019 : Ein kurzes für immer

### Singles
- 2009 : Ehrlich glücklich
- 2010 : Nacht am Strand
- 2012 : Warum?
- 2012 : Großartig
- 2012 : Die Kapelle
- 2014 : Adler
- 2014 : Herz / Kopf
- 2015 : Benzin

### Autres publications
- 2010 : Nacht am Strand